# Баттерфилд (Миннесота)
Баттерфилд (англ. Butterfield) — город в округе Уотонуан, штат Миннесота, США. На площади 1,1 км² (1,1 км² — суша, водоёмов нет), согласно переписи 2002 года, проживают 564 человека. Плотность населения составляет 498 чел./км².
- Телефонный код города — 507
- Почтовый индекс — 56120
- FIPS-код города — 27-08992[1]
- GNIS-идентификатор — 0640702[2]